# 硅谷银行倒闭事件

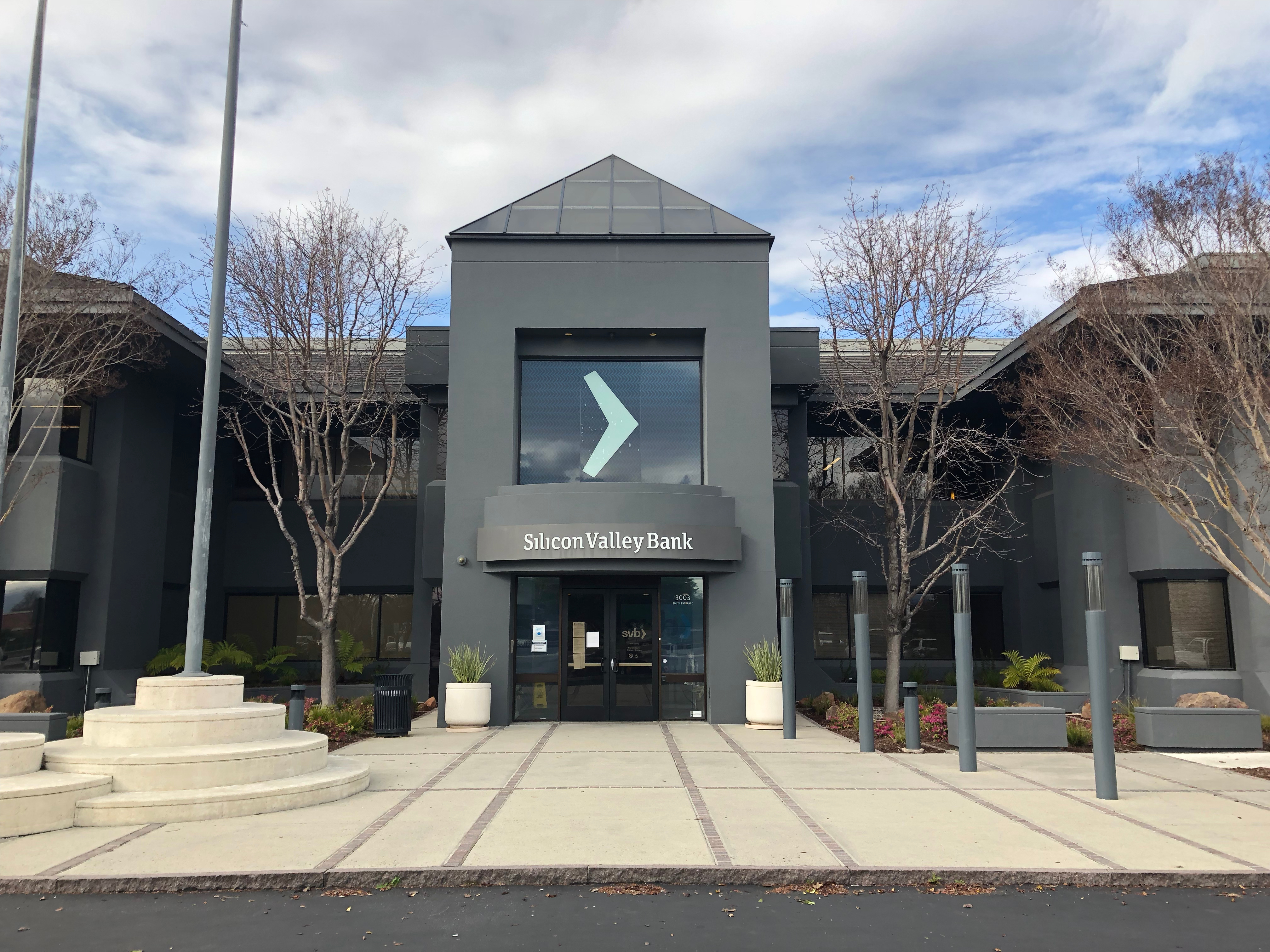
美国硅谷银行总部（摄于2023年3月13日）
位于美国加利福尼亚州的圣克拉拉市

2023年3月10日，在遭遇挤兑之后，硅谷银行宣布倒闭，这是自2008年金融危机后第二大的银行倒闭案，同时也是美国史上第三大银行倒闭案。
在新冠疫情期间，科技行业经历了一段增长期。利用2021年存款大幅度增加的时机，硅谷银行购买了大量长期美国国债。但随着美联储為了抑制通胀飙升而提高利率，这些债券的当前市值已经下降了许多。 同时更高的利率也导致企业面临更高的经济借贷成本，因此有大量硅谷银行客户开始选择从银行内撤走存款以满足它们的资金流动需求。而为了筹集现金以应付这些存款人的提款需求，硅谷银行在2023年3月8日宣布已出售价值超过210亿美元的证券，并借入150亿美元，同时还将紧急出售其部分库藏股以筹集22.5亿美元。伴随这一公告的宣布，同时加上硅谷著名的投资者所发出的警告，硅谷银行遭遇了挤兑事件，这导致在3月9日共计有420亿美元的存款被提走。
2023年3月10日上午，加州金融保护与创新部查封了硅谷银行并将其置于美国联邦存款保险公司的接管下。该银行总计1720亿美元的存款负债中约有89%超过了联邦存款保险公司所能承保的最高限额。 在接管计划失败两天后，美国联邦存款保险公司得到了美国财政部的特别授权并与其他机构联合宣布，所有存款人都可以在次日早上完全使用他们的资金。 它将倒闭的硅谷银行重新开放为一家新组建的过桥银行——“硅谷过桥银行（Silicon Valley Bridge Bank, N.A.）”，取代了先前通过存款保险国家银行和接管红利来满足储户需求的计划。
硅谷银行的倒闭对于美国及海外的初创企业造成了重大影响，许多企业都无法从该银行取款。 其他大型科技公司、媒体公司及酿酒工厂也深受影响。
2023年3月26日，第一公民银行收购了硅谷银行。

## 事件背景
硅谷银行是一家成立于1983年的商业银行，其总部位于美国加利福尼亚州的圣克拉拉市。在该银行倒闭之前，它是全美第16大银行，且其业务主要针对于科技行业的公司和个人。 美国风险投资所涉及的医疗保健和技术类公司中约有一半由硅谷银行提供资金。 爱彼迎、思科、乐活、缤趣、布洛克公司等公司都是该银行的客户。 除了为那些风险投资支持的公司提供融资外，硅谷银行还为科技企业家们提供私人银行服务、个人信贷额度及抵押贷款等业务， 并专门向那些高风险的新公司提供贷款。 硅谷银行要求那些从本行这里借贷的人与自己签署有排他性合同。 根据加州金融保护与创新部的说法，硅谷银行在3月9日之前尚处于“良好的财务状况”， 但在今年稍早的时候已经有越来越多的空头开始瞄准硅谷银行。 2023年3月10日，即政府接管硅谷银行的前几个小时，该行的员工还领取了他们的年终奖金。
截至硅谷银行于2022年12月31日所提交的最后一次决算报告显示，其总资产为2090亿美元，存款总额为1755亿美元；而该银行估计其中1516亿美元存款（约占存款总额的86.4%）未投保。

## 事件经过

### 遭受亏损
硅谷银行的存款总额从2020年3月的620亿美元激增至2021年3月的1240亿美元，这得益于新冠疫情对科技业的促进作用。这些存款中的大部分被硅谷银行投资于长期美国国债，因为银行总是寻求比短期国债更高的投资报酬率。 但随着2021年－2023年通货膨胀飙升所导致的利率上升等因素，这些长期国债的当前市值在下降，并且它们作为投资对象的吸引力也在下降。 2022年4月，硅谷银行的首席风险官下台，而直到2023年1月才确定了继任者；这一段空白期则刚好正处美国的加息期。 到2022年底，其持有到期证券的按市值计价未实现亏损超过150亿美元。
与此同时，随着私人融资的难度有所提高，大量初创公司开始从银行提取存款来维持其自身的运营。 同时在2022年开始的一系列科技行业裁员案后，银行的储户人数也在下降。 为了筹集所需的现金来为提款提供资金，该银行出售了所有可供出售的证券，同时也因此遭受了18亿美元的损失。 该银行被批评在迎合加密货币用户的银门银行开始缩减业务后不久宣布了这一消息，并且没有在宣布之前筹集私人资金。
一些银行专家指出，如果没有得到硅谷银行首席执行官格雷戈里·贝克尔所支持的《经济增长、监管救济和消费者保护法》在2018年颁布实施，银行本可更好地管控风险；因为按照过去所实施的《多德－弗兰克法案》，所有资产低于2500亿美元的银行必须接受压力测试。

### 信任危机
据报道，早在硅谷银行倒闭的前一周，穆迪投资者服务公司就通知该银行的控股公司SVB金融集团，由于其未实现亏损等原因，该银行的信用评级可能面临双重下调。 2023年3月8日，硅谷银行宣布已经出售价值超过210亿美元的投资并借入150亿美元，同时它还将出售其价值22.5亿美元的股票。 尽管硅谷银行已经采取了措施自救，但穆迪还是在3月8日降低了其评级。 包括彼得·蒂尔的创始人基金在内的一些风险投资机构的投资人敦促他们投资组合内的公司从硅谷银行内提取存款。 截至3月9日结束营业时，硅谷银行的客户已经提取了420亿美元，这使得银行的现金余额只有约9.58亿美元。 为硅谷银行客户中提供金融服务的机构还包括布雷克斯、摩根大通、摩根士丹利和第一共和银行等。 创始人基金、合广投资、寇渡资管等风险投资机构都在鼓励其投资组合内的公司从硅谷银行内提走存款以避免受其倒闭的影响， 而投资人基金甚至在3月9日上午就已经撤走其在硅谷银行内的全部资金。 硅谷银行的股票因此出现暴跌，直至3月10日宣布停牌。
2023年2月27日，SVB金融集团首席执行官格雷戈里·贝克尔通过一份高管交易计划出售了1萬2451股公司股票并由此获利360万美元；该计划是他在1月26日根据10b5-1规则向美国证券交易委员会提出。该规则被批评为纵容内幕交易。但从2023年4月1日开始，证交会要求所有高管交易计划必须至少有90天的冷却期。

### 倒闭接管

由联邦存款保险公司临时创建圣克拉拉存款保险国家银行来负责处理硅谷银行倒闭后受保护的存款，直至成立过桥银行来取代它。

2023年3月10日上午，来自美联储和联邦存款保险公司的稽查员抵达硅谷银行的办公室，开始评估该公司的财务状况。 几个小时后，加州金融保护与创新部发布命令以接管硅谷银行，理由是其流动性不足和资不抵债； 而联邦存款保险公司被指定为接管人。 联邦存款保险公司随即成立了圣克拉拉存款保险国家银行，以期在下周一重新开放硅谷银行的各分支机构并允许获得受保护存款； 同时还将在当周周末举行拍卖，以便为破产的硅谷银行找到新买家。 硅谷银行是自2007年－2008年金融危机以来倒闭的最大银行，同时也是由联邦存款保险公司所承保的银行中倒闭的第二大银行。 但是硅谷银行的存款规模及其复杂性影响了联邦存款保险公司最初设立存款保险国家银行的决定。 旧金山联邦储备银行表示，硅谷银行原首席执行官格雷戈里·贝克尔不会再担任该公司的董事成员。
根据截至2022年12月31日发布的监管报告显示，硅谷银行中未投保的存款额度占到存款总额的89%； 而根据穆迪投资者服务公司在3月10日的报告称，它预计未投保存款人的回收率在80%到90%之间。 联邦存款保险公司表示，随着硅谷银行的破产清算，它将在几天内开始用特别股息来支付未保险存款。 同时联邦存款保险公司也通知了所有硅谷银行员工，他们将在未来45天内被解雇；但与此同时，它又为受薪员工加薪50%，并为计时员工提供双倍加班费。 美国财政部长珍妮特·耶伦已经明确排除了联邦政府救助硅谷银行的可能性。
在3月12日的公告中，财政部、美联储和联邦存款保险公司表示，所有储户的存款都将得到全额补偿且不会动用纳税人的税款。 2023年3月13日，联邦存款保险公司将硅谷银行的资产转移到新成立的过桥银行——“硅谷过桥银行（Silicon Valley Bridge Bank, N.A.）”，并任命蒂莫西·马约波洛斯为首席执行官。 过桥银行将有保存款和无保存款合并到同一家机构，更吸引潜在买家。
硅谷银行的海外子公司持有139亿美元的存款。 英格兰银行发布声明称，它正在需求法院命令将硅谷银行英国子公司置于银行破产程序之下。 上海浦东发展银行则发表声明称，截至3月11日，其与硅谷银行的联合业务并未受硅谷银行倒闭影响。 2023年3月13日，经过竞标程序后，英国汇丰银行宣布同意以1英镑的价格在一项救助交易中收购英国硅谷银行；在此交易中，纳税人无需支付任何费用，而所有储户的利益都将得到保证。 加拿大金融机构监管办公室则在3月12日没收了硅谷银行多伦多支行的全部资产。
2023年3月12日，硅谷银行的首次拍卖仅仅吸引到一位买家。联邦存款保险公司拒绝了这一收购提议，并计划举行第二次拍卖以吸引主要银行的投资，因为银行系统风险指定允许联邦存款保险公司为所有存款提供保险。 穆迪最近将该行的贷款组合评级为保守和高性能，且该组合不是导致硅谷银行崩溃的因素，因此被认为是一项有吸引力的资产。包括阿波罗全球管理、黑石集团和科尔伯格-克拉维斯-罗伯茨在内的私人股权投资公司正在考虑购买该银行的贷款。 与此同时，蒂莫西·马约波洛斯敦促风险投资机构和初创公司将它们的存款存在新设立的过桥银行，这样做显然是为了改善该银行的财务状况。他还建议储户退还他们最近从银行提取的部分存款，以此作为他们多元化投资战略的一部分。 一些风险资本家也呼吁储户可以将至少一半的资金存回该银行。
3月13日，SVB金融集团也开始尝试出售硅谷银行的姊妹公司——SVB资本（SVB Capital）和SVB证券。后者的创始人杰弗里·里尼克（Jeffrey Leerink）则表示有意向回购这家公司。

## 事件影响
专家表示，硅谷银行的倒闭并不会对美国的金融体系造成系统风险。 然而，尽管专家认为这些影响都是短暂，但银行倒闭还是会对一些科技初创企业造成困难，特别那些持有未承保存款及低现金流的公司面临着重大风险。

### 司法行动
2023年4月7日，负责为硅谷银行提供审计服务的毕马威以及高盛、摩根士丹利、美国银行等硅谷银行股票或债券承销商因发表误导性声明、低估且隐瞒了硅谷银行面临风险的严重性致硅谷银行关闭而被起诉。

## 事件评论
2023年3月12日，美国财政部长珍妮特·耶伦表示，美国硅谷银行破产关闭的原因在于美国联邦储备委员会持续上调利率。不過美国政府不会救助硅谷银行。
乌克兰综合经济专家认为，若美国银行倒闭在全球金融市场产生连锁反应导致瑞士信贷倒闭造成世界性的经济衰退，其后果将比2008年金融危机的影响严重得多。而且，尽管俄罗斯因为入侵乌克兰受到制裁而与全球金融体系隔绝，但经济衰退不会绕过俄罗斯。如果经济衰退来临，俄罗斯在战争期间内所有出售的大宗商品的价格都会下跌。其次，俄罗斯的贸易伙伴——中国、土耳其、印度都将遭受巨大损失。